# 桶子 (小說)
《桶子》是福里曼·威利斯·克勞夫茲1919年患病無聊時所寫，於1920年發表的推理小說。這本小說除了被後人認為開展了推理小說的黃金時期外，同時奠定了日後所謂的寫實推理學派。

## 故事簡介
住在倫敦的藝術家費禮斯收到來自巴黎的木桶，費禮斯原以為是朋友寄來的金幣，誰知道一打開木桶發現一具女屍，費禮斯當場暈倒。倫敦和巴黎的探長聯手調查，認為屍體是費禮斯故意寄給自己，故弄玄虛。在被審判前，辯護律師聘請私家偵探調查，查出死者的丈夫製造虛假的不在場證據，栽贓嫁禍予費禮斯。